# Distrito de Huamanquiquia
El Distrito peruano de Huamanquiquia es uno de los 12 distritos de la Provincia de Fajardo, ubicada en el Departamento de Ayacucho, Perú.